# Inca Point
Der Inca Point ist eine Landspitze im Westen von Nelson Island im Archipel der Südlichen Shetlandinseln. Sie liegt am Nordwestufer der Harmony Cove.
Die Landspitze ist erstmals unter dem Namen Punta Inca auf einer argentinischen Landkarte aus dem Jahr 1957 verzeichnet. Das UK Antarctic Place-Names Committee übertrug diese Benennung 1978 ins Englische.